# Hedi Habbouba
Hedi Habbouba (arabe : الهادي حبوبة), né en 1949 dans le quartier de Bab Souika à Tunis, est un compositeur et chanteur tunisien de mezoued.

## Biographie
Enfant du faubourg de Halfaouine âgé de dix ans à la fin des années 1950, Habbouba fait ses premières armes dans le milieu de la musique en tant que percussionniste de mezoued avec le duo Zina et Aziza[réf. nécessaire]. À titre amateur, il enregistre un 45 tours à Paris en 1967, avant de démarrer une carrière professionnelle en 1975.
À partir de là, Habbouba s'attache les services de compositeurs comme Salah El Mahdi, Mohamed Triki, Tahar Gharsa ou Hédi Jouini. De plus, il participe de la modernisation du mezoued en travaillant sur les instruments et les formes de représentations, ouvrant ainsi une brèche à une nouvelle génération de chanteurs. Il est toutefois banni de la radio et de la télévision durant plus de vingt ans.
Le contenu des paroles du mezoued évoluant petit à petit du répertoire sacré vers un répertoire profane, emprunté au registre du melhoun, il devient l'objet d'une création nouvelle adaptée au contexte du quotidien.
Il compte à son actif plus de 300 chansons dont B'jah allah ya hob asmaâni, Aouicha et Lila wel mezoued khaddem. Par ailleurs, il participe au spectacle Nouba de Fadhel Jaziri en 1991 et se produit au Festival international d'Hammamet ou au festival Mûsîqât à Ennejma Ezzahra.
Le 6 août 2014, il est victime d'un accident de la route,.